# Wancho (pueblo)
Los wancho son un pueblo indígena que habitan en las montañas de Patkai, en el distrito de Longdin, ubicado en el estado de Arunachal Pradesh, India. Posee una población de 35 000 habitantes. Culturalmente naga, están relacionados étnicamente con los nocte y los konyak naga de los distritos de Mon y Tirap en Nagaland y Arunachal Pradesh respectivamente. La lengua wancho pertenece a la familia tibetano-birmana.

## Religión
A diferencia de los naga, los wancho, junto con los noctes y una pequeña minoría de los konyak, aun mantienen sus creencias animistas. Los wanchos animistas creen en la existencia de dos poderosas deidades: Rang y Baurang.
El cristianismo ha obtenido una cierta influencia en los wancho, quienes en su mayoría pertenecen a denominaciones bautistas y católicas. La aceptación del cristianismo se debe en gran parte, a las influencias comparativa de los nagas de Nagaland, al igual que el cambio de perspectiva hacia la cacería de cabezas. Sin embargo, es también ha contribuido en la disminución de muchos aspectos de su cultura tradicional, la cual posee fuertes vínculos con su religión.
Un censo realizado en 2001, reveló que el 10% de los wanchos eran hinduistas, y un 16% son animistas.

## Cultura
Los tatuajes cumplen un rol fundamental dentro de la tribu wancho. Según la tradición, el hombre se tatúa las cuatro extremidades y todo su rostro, con la excepción de ciertas regiones alrededor de los ojos y los labios. Las mujeres también se tatúan, pero con tatuajes ligeros, y se adornan con collares y brazaletes.
El principal festival de los ancho es el Oriah, que se realiza entre marzo y abril, por un período de 6 a 12 días intercalados de oraciones, canciones y bailes. Los aldeanos intercambian tubos de bambú llenos de cerveza de arroz, como una señal de saludo y buena voluntad. La piel de cerdo se le ofrece al jefe del pueblo como un símbolo de respeto. Este festival continúa durante varios días mientras se siembran arrozales mediante la tala y quema, se sacrifican cerdos, búfalos y gayales, y se realizan festines en todos y en cada uno de los murung (dormitorios). Los niños y niñas usan trajes ceremoniales, cantan y danzan durante el Oriah. La gente baila alrededor del "Jangban", un largo poste ceremonial instalado durante el festival. El 16 de febrero se celebra anualmente como el Festival Oriah Wancho.

## Estilo de vida
Los wancho son gobernados tradicionalmente por un consejo de caciques ancianos, conocidos como Wangham o Wangsa.
Al igual que la mayoría de las tribus vecinas, los wancho construyen casas hechas de madera y bambú, y los techos son cubiertos con hojas secas. Los dormitorios, conocidos como murung, son estructuras en donde los niños son entrenados para ser hombres por sus padres. Debido a que las niñas no poseen un dormitorio propio como los niños, duermen en una casa enorme y única, bajo el cuidado de una anciana.
Hasta 1991, la cacería de cabezas era practicada entre los naga, y tanto el gobierno como los misioneros han tomado medidas para prohibir esta práctica, que ahora está restringida a los animales.